# Homologie singulière
Pour les articles homonymes, voir Homologie.
En topologie algébrique, l'homologie singulière est une construction qui permet d'associer à un espace topologique X une suite homologique de groupes abéliens libres ou de modules. Cette association est un invariant topologique non complet, c'est-à-dire que si deux espaces sont homéomorphes alors ils ont mêmes groupes d'homologie singulière en chaque degré mais que la réciproque est fausse.

## Origine: intégration des formes différentielles fermées
Le théorème de Stokes appliqué à des formes fermées donne des intégrales nulles. Cependant, il se fonde sur une hypothèse cruciale de compacité. En présence de trous
dans la variété sous-jacente, on peut construire des formes fermées avec des intégrales de bord non nulles.
Par exemple,
1-forme définie sur ℝ2 \ { (0, 0) }. Vérifions sa fermeture :
Pourtant sa circulation le long du cercle unité est non nulle :
C'est bien le trou à l'origine qui empêche le théorème de Stokes de s'appliquer. Si on trace le cercle ailleurs dans le plan, pour qu'il n'entoure plus l'origine, la circulation de ω s'annulera. Les contours d'intégration fermés et formes différentielles fermées permettent ainsi de mesurer des caractéristiques topologiques de la variété sous-jacente.
Or les contours d'intégration ont une structure algébrique de groupe abélien. On peut additionner deux contours ; cela veut dire qu'on intégrera les formes sur chacun et qu'on sommera les résultats. D'autre part, on souhaite décréter nuls les contours qui intègrent à 0 toutes les formes fermées ; par le théorème de Stokes, ce sont tous les contours qui enferment un compact. Ces contours dits bords forment un sous-groupe, par lequel on peut quotienter pour obtenir les informations topologiques recherchées : les différentes façons d'intégrer les formes différentielles fermées.
L'homologie singulière abstrait cette mesure algébrique des propriétés topologiques d'un espace, en se détachant des notions analytiques de variété différentielle, intégrale et forme différentielle.

## Définitions
Avant de définir l'homologie singulière d'un espace topologique {\displaystyle X}, il est nécessaire d'introduire quelques définitions.

### Simplexes et chaînes
On appelle simplexe standard {\displaystyle \Delta _{n}} de dimension {\displaystyle n} l'enveloppe convexe (dans {\displaystyle \mathbb {R} ^{n+1}}) des points {\displaystyle e_{0},\dots ,e_{n}} de la base canonique de {\displaystyle \mathbb {R} ^{n+1}}. Un simplexe standard est donc un analogue au triangle dans les dimensions supérieures.

Soit {\displaystyle X} un espace topologique. Un simplexe singulier {\displaystyle \sigma } de dimension {\displaystyle n} de {\displaystyle X} est une application continue de {\displaystyle \Delta _{n}} dans {\displaystyle X}. Ainsi, un {\displaystyle 0}-simplexe s'identifie à un point de {\displaystyle X}. Un {\displaystyle 1}-simplexe est un chemin reliant deux points (éventuellement confondus). L'ordre des sommets est important car il fournit une orientation sur le simplexe. Il est donc courant de représenter le simplexe {\displaystyle \sigma } orienté par 

Soit {\displaystyle \mathbb {A} } un anneau commutatif. On considère les combinaisons linéaires à coefficients dans {\displaystyle \mathbb {A} } de {\displaystyle n}-simplexes, c'est-à-dire les éléments de la forme 
 avec {\displaystyle a_{i}\in A} et {\displaystyle \sigma _{i}} un {\displaystyle n}-simplexe. On les appelle {\displaystyle n}-chaînes et leur ensemble se note {\displaystyle C_{n}(X,\mathbb {A} )}. L'ensemble {\displaystyle C_{n}(X,\mathbb {A} )} des {\displaystyle n}-chaînes constitue un module   libre (sa base est l'ensemble des {\displaystyle n}-simplexes de {\displaystyle X}). Si l'anneau choisi est {\displaystyle \mathbb {Z} }, on obtient un groupe abélien libre.

### L'application bord
Si {\displaystyle \sigma } est un simplexe de {\displaystyle X} de dimension {\displaystyle n>0}, la {\displaystyle i}-ème face orientée de {\displaystyle \sigma } est obtenue en retirant le {\displaystyle i}-ème sommet du simplexe. On la note 
 où les {\displaystyle v_{i}} sont les sommets du simplexe et {\displaystyle {\widehat {v_{i}}}} signifie que l'on omet le {\displaystyle i}-ème sommet. Plus formellement, la {\displaystyle i}-ème face de {\displaystyle \sigma } est la restriction de l'application au simplexe standard de dimension {\displaystyle n-1}, enveloppe convexe des points {\displaystyle e_{0},...,e_{i-1},e_{i+1},...,e_{n}}. Le bord {\displaystyle \partial _{n}\sigma } de {\displaystyle \sigma } est par définition égal à
Les {\displaystyle n}-simplexes forment une base de {\displaystyle C_{n}} donc l'application bord s'étend aux chaines et l'on obtient alors un morphisme {\displaystyle \partial _{n}} défini sur {\displaystyle C_{n}} et à valeurs dans {\displaystyle C_{n-1}}. Le bord d'une chaîne partage des analogies avec la notion de frontière d'une partie, mais cette dernière est une partie de {\displaystyle X} alors que le bord est un objet purement algébrique, sur lequel on peut effectuer des opérations.

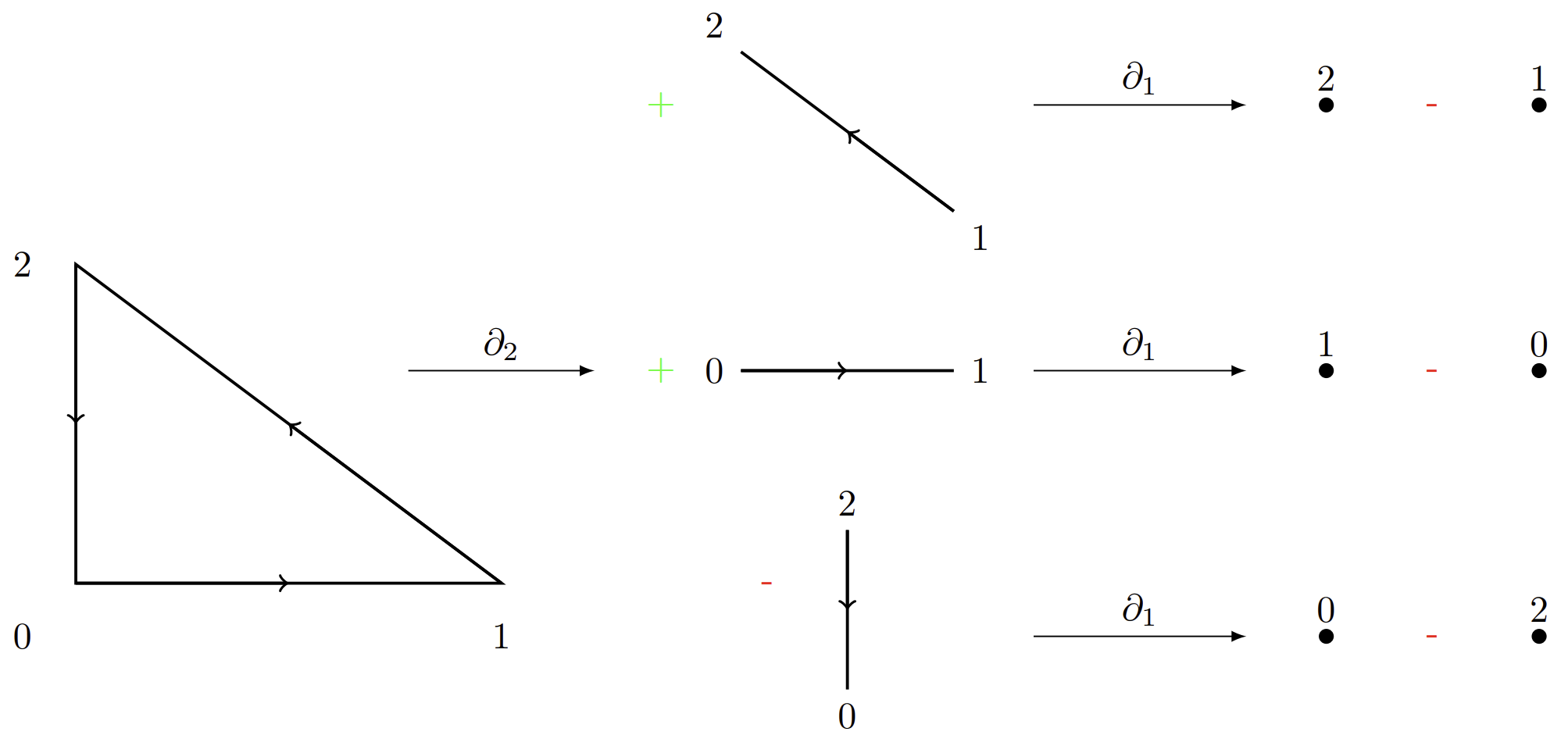
Effet de l'application bord sur un 2-simplexe, puis sur son bord.

Par exemple, le bord d'un {\displaystyle 1}-simplexe reliant le point {\displaystyle 1} au point {\displaystyle 0} est la {\displaystyle 0}-chaîne {\displaystyle 1-0}. Le bord d'un {\displaystyle 2}-simplexe de sommets numérotés par {\displaystyle 0}, {\displaystyle 1} et {\displaystyle 2} est la {\displaystyle 1}-chaîne {\displaystyle (12)-(20)+(01)}, en notant {\displaystyle (ij)} le chemin reliant {\displaystyle i} à {\displaystyle j}. On remarque que, si l'on prend le bord du bord du {\displaystyle 2}-simplexe, on obtient {\displaystyle 2-1-2+0+1-0=0}.
Plus généralement, on montre que la composition successive de deux applications bord est nulle. Autrement dit, {\displaystyle \partial _{n}\circ \partial _{n+1}=0}.
On dit que la suite de module {\displaystyle (C_{n})_{n\in \mathbb {N} }}, munie de l'application bord, forme un complexe de chaînes. Ce complexe est représenté par :
En général, le complexe construit est « très gros » et incalculable en pratique. Par exemple, le premier groupe, d'indice zéro, est le groupe des sommes formelles, à coefficients entiers relatifs (si l'anneau choisi est {\displaystyle \mathbb {Z} }), des points de l'espace étudié : c'est un groupe abélien libre de rang le cardinal de X.

### Cycles, bords et groupes d'homologies
Les éléments de {\displaystyle {\text{Im}}(\partial _{n+1})} sont appelés bords - on note cet ensemble {\displaystyle B_{n}(X,\mathbb {A} )} - et sont les chaînes qui sont images d'une autre chaîne par l'application bord. Les éléments de {\displaystyle {\text{Ker}}(\partial _{n})} sont appelés cycles - on note cet ensemble {\displaystyle Z_{n}(X,\mathbb {A} )} - et sont les chaînes dont le bord est nul. Ces deux ensembles sont des modules (en particulier, ce sont des groupes pour la L.C.I.), et le groupe des bords est un sous-groupe distingué du groupe des cycles.

Le groupe quotient ou module quotient {\displaystyle Z_{n}(X,\mathbb {A} )/B_{n}(X,\mathbb {A} )} est le {\displaystyle n}-ième groupe {\displaystyle H_{n}(X,\mathbb {A} )} d'homologie singulière de l'espace topologique {\displaystyle X}. C'est un invariant topologique. On associe ainsi à tout espace topologique une suite de groupes abéliens et il est courant de s'intéresser directement à 
Les groupes d'homologie permettent de quantifier l'excès de cycle par rapport aux bords et donnent donc une image algébrique de la forme d'un espace topologique. Pour {\displaystyle z\in Z_{n}}, on note {\displaystyle [z]} sa classe dans {\displaystyle H_{n}}. On dit que deux cycles sont homologues s'ils sont dans la même classe.
Par exemple, pour deux points {\displaystyle 0} et {\displaystyle 1}, le cycle {\displaystyle 1-0} sera considéré comme nul dans le zéroième groupe d'homologie {\displaystyle H_{0}} si c'est un bord. Il suffit qu'il soit le bord d'un chemin reliant {\displaystyle 0} à {\displaystyle 1}. C'est le cas si {\displaystyle 0} et {\displaystyle 1} sont dans la même composante connexe par arcs de {\displaystyle X}.

## Résultats
Le calcul effectif des groupes d'homologie {\displaystyle H_{0},H_{1},H_{2},...} est en général difficile. Nous donnons ici les résultats les plus classiques. Une version simplifiée de l'homologie singulière, l'homologie simpliciale permet de calculer les groupes d'homologie des espaces topologiques admettant une triangulation.
Le tableau suivant donne les groupes d'homologie pour quelques espaces topologiques usuels, avec comme coefficients les entiers relatifs ou les entiers modulo 2. On suppose de plus que {\displaystyle n>0}.
| Nom de l'espace topologique                                 | Groupes d'homologie à coefficients entiers | Groupes d'homologie à coefficients entiers modulo 2 |
| ----------------------------------------------------------- | --- | --- |
| Point                                                       | {\displaystyle H_{0}=\mathbb {Z} } {\displaystyle H_{k}=0{\text{ si }}k>0} | {\displaystyle H_{0}=\mathbb {Z} _{2}} {\displaystyle H_{k}=0{\text{ si }}k>0}                                                                         |
| Sphère {\displaystyle \mathbb {S} ^{n}}                     | {\displaystyle H_{0}=H_{n}=\mathbb {Z} } {\displaystyle H_{k}=0{\text{ sinon}}} | {\displaystyle H_{0}=H_{n}=\mathbb {Z} _{2}} {\displaystyle H_{k}=0{\text{ sinon}}}                                                                    |
| Espace contractile                                          | {\displaystyle H_{0}=\mathbb {Z} } {\displaystyle H_{k}=0{\text{ si }}k>0} | {\displaystyle H_{0}=\mathbb {Z} _{2}} {\displaystyle H_{k}=0{\text{ si }}k>0}                                                                         |
| Plan projectif réel {\displaystyle \mathbb {R} P^{2}}       | {\displaystyle H_{0}=\mathbb {Z} }, {\displaystyle H_{1}=\mathbb {Z} _{2}} {\displaystyle H_{k}=0{\text{ sinon}}} | {\displaystyle H_{0}=H_{1}=H_{2}=\mathbb {Z} _{2}} {\displaystyle H_{k}=0{\text{ sinon}}}                                                              |
| Espace projectif réel {\displaystyle \mathbb {R} P^{n}}     | {\displaystyle H_{0}=\mathbb {Z} }, {\displaystyle H_{n}=\mathbb {Z} {\text{ si }}n{\text{ impair}}} {\displaystyle H_{2k+1}=\mathbb {Z} _{2}{\text{ si }}0<2k+1<n} {\displaystyle H_{2k}=0{\text{ si }}1<2k\leq n,H_{k}=0{\text{ si }}k>n} | {\displaystyle H_{k}=\mathbb {Z} _{2}{\text{ si }}k\leq n} {\displaystyle H_{k}=0{\text{ sinon}}}                                                      |
| Espace projectif complexe {\displaystyle \mathbb {C} P^{n}} | {\displaystyle H_{2k}=\mathbb {Z} {\text{ si }}0\leq 2k\leq n} {\displaystyle H_{k}=0{\text{ sinon}}} | {\displaystyle H_{2k}=\mathbb {Z} _{2}{\text{ si }}0\leq 2k\leq n} {\displaystyle H_{k}=0{\text{ sinon}}}                                              |
| Tore {\displaystyle \mathbb {T} ^{2}}                       | {\displaystyle H_{0}=H_{2}=\mathbb {Z} }, {\displaystyle H_{1}=\mathbb {Z} ^{2}} {\displaystyle H_{n}=0{\text{ si }}n>2} | {\displaystyle H_{0}=H_{2}=\mathbb {\mathbb {Z} } _{2}}, {\displaystyle H_{1}=\mathbb {\mathbb {Z} } _{2}^{2}} {\displaystyle H_{k}=0{\text{ si }}k>2} |
| Tore généralisé {\displaystyle \mathbb {T} ^{n}}            | {\displaystyle H_{k}=\mathbb {Z} ^{n \choose k}{\text{ si }}k\leq n} {\displaystyle H_{k}=0{\text{ si }}k>n} | {\displaystyle H_{k}=\mathbb {\mathbb {Z} } _{2}^{n \choose k}{\text{ si }}k\leq n} {\displaystyle H_{k}=0{\text{ si }}k>n}                            |

L'anneau {\displaystyle \mathbb {Z} } est fréquemment utilisé.

## Homologie réduite
L'homologie réduite est une légère modification apportée à la théorie de l'homologie, motivée par l'intuition que tous les groupes d'homologie d'un seul point devraient être égaux à zéro.
Si {\displaystyle X} est un espace topologique, on considère l'application {\displaystyle \varepsilon :C_{0}(X,\mathbb {A} )\to \mathbb {Z} } définie par {\displaystyle \varepsilon \left(\sum _{i=1}^{k}n_{i}\sigma _{i}\right)=\sum _{i=1}^{k}n_{i}}, que l'on appelle augmentation.

Au lieu de considérer le complexe de chaînes : 

on considère le complexe de chaînes :
On définit alors les groupes d'homologie réduite de la sorte : {\displaystyle {\tilde {H}}_{0}(X)={\text{Ker}}(\varepsilon )/{\text{Im}}(\partial _{1})} et pour tout {\displaystyle n} non-nul, {\displaystyle {\tilde {H}}_{n}(X)=Z_{n}(X)/B_{n}(X)}. L'intuition derrière ce résultat consiste à définir le {\displaystyle (-1)}-simplexe standard comme l'ensemble vide. Dès lors, {\displaystyle C_{-1}(X)} est assimilable à {\displaystyle \mathbb {Z} } et l'application {\displaystyle \partial _{0}} est remplacée par {\displaystyle \varepsilon }.
Le lien entre les groupes d'homologie et les groupes d'homologie réduite est d'autant plus fort que le résultat suivant garantit {\displaystyle H_{0}(X)={\tilde {H}}_{0}(X)\oplus \mathbb {Z} }.

## Propriétés

### Homologie et connexité par arcs
Si {\displaystyle (X_{i})} est la famille des composantes connexes par arcs de {\displaystyle X} alors, pour tout {\displaystyle k}, {\displaystyle H_{k}(X)} est la somme directe des {\displaystyle H_{k}(X_{i})}. Il suffit donc de chercher les groupes d'homologie d'espaces connexes par arcs.
Dans le cas particulier d'un espace {\displaystyle X} non vide et connexe par arcs, le groupe d'homologie {\displaystyle H_{0}(X)} est isomorphe à {\displaystyle \mathbb {Z} }.
Dans le cas général, {\displaystyle H_{0}(X)} est donc le groupe abélien libre (ou le module libre) sur l'ensemble des composantes connexes par arcs de {\displaystyle X}.

### Homologie et homotopie
Soit {\displaystyle X} un espace connexe par arcs. Un 1-cycle de {\displaystyle X} est une {\displaystyle 1}-chaîne dont le bord est nul. Intuitivement, on peut le voir comme un chemin qui se referme, ou un lacet. Par ailleurs, un {\displaystyle 1}-bord est le bord d'une {\displaystyle 2}-chaîne. Si ce bord se décompose en deux cycles, ces deux cycles seront considérés comme égaux dans le groupe d'homologie {\displaystyle H_{1}(X)}, celui-ci étant le quotient de l'ensemble des cycles par l'ensemble des bords. Par ailleurs, on conçoit qu'on puisse déformer continûment l'un des cycles en l'autre en passant par la surface dont ils constituent les bords. On reconnaît alors la notion d'homotopie. 
Il n'est donc pas étonnant qu'il existe un rapport entre le premier groupe d'homotopie ou groupe fondamental de Poincaré {\displaystyle \pi _{1}(X)} et le premier groupe d'homologie {\displaystyle H_{1}(X)}. Le théorème d'Hurewicz énonce que l'application qui, à une classe d'homotopie d'un lacet, associe la classe d'homologie de la {\displaystyle 1}-chaîne correspondant à ce lacet, est un morphisme surjectif de {\displaystyle \pi _{1}(X)} sur {\displaystyle H_{1}(X)}, dont le noyau est le sous-groupe des commutateurs de {\displaystyle \pi _{1}(X)}. Il en résulte que {\displaystyle H_{1}(X)} est l'abélianisé de {\displaystyle \pi _{1}(X)}, autrement dit isomorphe à {\displaystyle \pi _{1}(X)} après avoir rendu la loi de composition du groupe commutative.
Par exemple, le groupe fondamental d'un espace {\displaystyle X} en forme de {\displaystyle 8} est le groupe libre engendré par deux éléments. Son groupe d'homologie {\displaystyle H_{1}(X)} est le groupe abélien libre engendré par deux éléments.
Deux espaces ayant même type d'homotopie (et a fortiori deux espaces homéomorphes) sont quasi-isomorphes donc ont mêmes groupes d'homologie mais la réciproque est fausse : par exemple si {\displaystyle G} est un groupe parfait non trivial, l'homologie de l'espace d'Eilenberg-MacLane {\displaystyle K(G,1)} est la même que celle du point, mais pas son groupe fondamental.

### Nombres de Betti et caractéristique d'Euler
Le n-ième nombre de Betti bn de l'espace X est le rang (en) de son n-ième groupe d'homologie Hn. (Lorsque ce groupe est de type fini, c'est le nombre de générateurs du groupe abélien libre obtenu en quotientant Hn par son sous-groupe de torsion, constitué de ses éléments d'ordre fini.)
On définit alors la caractéristique d'Euler de X comme étant égale à :
si cette somme a un sens.
Dans le cas d'un espace X construit à partir de a0 points, reliés par a1 chemins, liés par a2 faces, etc. (voir « Homologie cellulaire » et « CW-complexe » pour une description plus complète) on montre que :

## Généralisations
Mentionnons enfin que des méthodes inspirées de l'homologie singulière sont appliquées en géométrie algébrique, dans le cadre des théories homotopiques des schémas (en). Elles ont pour but de définir une cohomologie motivique, et ont des répercussions spectaculaires en arithmétique.